# Plan d'épargne avenir climat
Le Plan d'épargne avenir climat (PEAC) est un produit d'épargne français disponible depuis le 1er juillet 2024,. Créé dans le cadre de la loi n° 2023-973 du 23 octobre 2023 relative à l'industrie verte,, il s'agit d'un produit d'épargne à moyen et long terme destiné à orienter l'épargne des jeunes vers le financement de la transition écologique,,. 

## Historique et cadre réglementaire
Le Plan d'épargne avenir climat a été instauré par l'article 34 de la loi n° 2023-973 du 23 octobre 2023 relative à l'industrie verte,. Son objectif affiché est de mobiliser une partie de l'épargne privée, notamment celle des jeunes, pour financer des projets bas-carbone et la transition écologique.
Les modalités de fonctionnement, d'investissement et de gestion ont été précisées par plusieurs textes réglementaires parus en 2024, notamment :
- Le décret n° 2024-547 du 15 juin 2024 relatif à la mise en œuvre du plan et au contrôle de la détention[6],[7],[8].
- Le décret n° 2024-548 du 15 juin 2024 définissant les titres éligibles, les principes d'allocation et les stratégies d'investissement[7],[9].
- Un arrêté du 15 juin 2024[7] (modifié le 24 juin 2024[10]) complétant ces décrets.
- Le décret n° 2024-1125 du 4 décembre 2024 relatif aux obligations déclaratives[3].

La date officielle de disponibilité du produit pour commercialisation a été fixée au 1er juillet 2024,.

## Fonctionnement

### Conditions d'ouverture (Souscription)
L'ouverture d'un PEAC est réservée aux personnes physiques âgées de moins de 21 ans et résidant en France à titre habituel,. Il peut être ouvert dès la naissance de l'enfant par ses représentants légaux. Chaque personne ne peut être titulaire que d'un seul PEAC,. 
Le PEAC peut prendre la forme soit d'un compte-titres auquel est associé un compte en espèces (typiquement pour un PEAC "bancaire"), soit d'un contrat de capitalisation (typiquement pour un PEAC "assurance").
Le PEAC peut être souscrit auprès d'établissements de crédit, d'entreprises d’investissement, de compagnies d’assurance, de mutuelles ou unions de mutuelles, et d'institutions de prévoyance ou unions d'institutions de prévoyance. 
Un contrat écrit est obligatoire, et l'établissement doit fournir une information précontractuelle claire sur la performance attendue (avant et après frais), le détail des frais et commissions,.

### Versements
Les versements se font uniquement en numéraire et leur périodicité n'est pas imposée. Bien que les textes réglementaires ne spécifient pas de versement initial minimum, les établissements distributeurs peuvent en fixer un contractuellement. 
Le plafond total des versements est fixé à 22 950 €,, un montant identique à celui du Livret A. Ce plafond s'entend hors capitalisation des intérêts et gains.

### Gestion du plan
Deux modes de gestion sont proposés,
- Gestion pilotée (ou gestion pilotée à horizon) : C'est souvent le mode par défaut. L'organisme gestionnaire adapte l'allocation d'actifs pour réduire progressivement le risque à l'approche de l'échéance fixée[1],[2],[6]. La réglementation impose qu'à partir de deux ans avant la date de liquidation prévue, au moins 70% des actifs soient investis sur des supports à faible risque[2].
- Gestion libre : Le titulaire (ou ses représentants légaux avant sa majorité[6]) choisit lui-même les supports d'investissement et réalise les arbitrages[1],[6].

Le titulaire reçoit une information annuelle détaillée sur la performance, les frais et l'impact environnemental de son plan,.

### Investissements éligibles
L'objectif principal du PEAC est de flécher l'épargne vers le financement de la transition écologique,,. Pour garantir cela, les sommes versées doivent être investies dans des titres financiers (actions, obligations, parts de fonds) qui respectent des critères environnementaux stricts. 
Ces supports doivent obligatoirement détenir :
- Soit le label Investissement socialement responsable (ISR)[1],[2] : Ce label, dont le référentiel a été révisé (version 3 applicable au 1er mars 2024[13]), impose aux fonds de se fixer des objectifs Environnementaux, Sociaux et de Gouvernance (ESG), d'avoir une méthodologie d'analyse et de rendre compte des impacts[13].
- Soit le label France finance verte (Greenfin)[1],[2] : Créé par le Ministère de la Transition Écologique[14], ce label garantit la qualité "verte" des fonds en exigeant une part minimale investie dans des activités vertes définies (selon une taxonomie spécifique) et en excluant certains secteurs, notamment les énergies fossiles[14],[15].

Les investissements peuvent aussi inclure des obligations vertes européennes (Green bonds) ou des parts de fonds européens d'investissement à long terme (ELTIF),. La loi vise à s'assurer que les investissements ne financent pas les entreprises des secteurs fossiles ou très polluants.

### Frais
Le PEAC peut comporter différents types de frais, qui varient selon les établissements distributeurs et les supports d'investissement choisis. La réglementation met un accent particulier sur la transparence : l'établissement doit informer le souscripteur avant la signature du contrat, puis annuellement, sur la performance avant et après frais, le montant total des frais prélevés et le détail des commissions perçues pour la gestion financière,,.
Les frais potentiellement applicables peuvent inclure :
- Frais sur versements (ou frais d'entrée) : prélevés sur chaque somme versée.
- Frais de gestion annuels : calculés en pourcentage de l'encours du plan. Ils peuvent concerner la gestion du "contenant" (le PEAC lui-même) et/ou être intégrés dans les supports d'investissement ("contenu", par exemple les frais courants des fonds).
- Frais d'arbitrage : facturés lors d'un changement de support d'investissement, principalement en cas de gestion libre.
- Frais de transaction : coûts liés à l'achat ou à la vente des titres au sein du plan ou des fonds sous-jacents.
- Frais de tenue de compte : frais administratifs pour la gestion du compte.
- Frais de transfert : en cas de transfert du PEAC vers un autre établissement. Ces frais sont réglementés : ils sont plafonnés à 1 % de la valeur des droits acquis sur le plan[1],[7]. Le transfert est obligatoirement gratuit si le plan a plus de 5 ans d'ancienneté et que son titulaire est âgé d'au moins 18 ans[1],[17].

À l'exception des frais de transfert, il n'existe pas, en avril 2025, de plafond réglementaire général pour les autres types de frais du PEAC. Leur niveau dépend donc des conditions commerciales de chaque distributeur.

### Durée et Échéance
Le plan est conçu pour une durée moyenne à longue. Le titulaire peut choisir une date d'échéance (ou de liquidation) lors de l'ouverture, qu'il peut modifier ultérieurement, sans toutefois dépasser ses 30 ans,. Le PEAC est automatiquement clôturé au 31 décembre de l'année du 30ème anniversaire du titulaire,.

### Blocage et Retraits (Rachats)
Les fonds versés sont soumis à une double condition de blocage :
- Une durée minimale de détention de 5 ans après l'ouverture du plan[1],[2].
- Le titulaire doit avoir atteint l'âge de 18 ans[1],[2].

Une fois ces deux conditions (5 ans de détention et 18 ans révolus) remplies, des retraits partiels ou totaux sont possibles,. Cependant, tout premier retrait effectué après la période de blocage interdit définitivement tout nouveau versement sur le plan,. Le plan reste toutefois ouvert jusqu'à son échéance ou la clôture aux 30 ans.
Des cas de déblocage anticipé avant 18 ans sont prévus par exception : invalidité du titulaire ou décès de l'un de ses parents,. Une attestation sur l'honneur est requise.

### Transfert
Il est possible de transférer un PEAC d'un établissement à un autre sans perte de l'antériorité fiscale.

### Clôture du plan
La clôture intervient automatiquement à l'échéance choisie ou au plus tard le 31 décembre de l'année des 30 ans du titulaire,. Elle survient également en cas de décès du titulaire avant l'échéance. Les sommes issues de la liquidation sont versées sur un compte désigné par le titulaire.

## Fiscalité
La fiscalité du PEAC est considérée comme l'un de ses principaux attraits. Les gains réalisés (produits et plus-values) lors d'un retrait ou à la clôture du plan sont totalement exonérés d'impôt sur le revenu et de prélèvements sociaux,,.
Malgré cette exonération, les titulaires ont l'obligation de déclarer annuellement les gains nets réalisés dans leur déclaration de revenus,. Ces gains exonérés sont toutefois pris en compte dans le calcul du revenu fiscal de référence (RFR).
En cas de décès du titulaire, le plan est clôturé et la valeur est intégrée à l'actif successoral pour être transmise aux ayants droit selon les règles de succession classiques.

## Débats et critiques
Dès son annonce et lors de son lancement, le PEAC a suscité plusieurs débats et critiques :
- Complexité et adoption : Le fonctionnement jugé complexe (conditions de blocage, gestion, interdiction de versements post-retrait) et le manque d'appétence initial des banques et assureurs pour le commercialiser (coûts de développement, marché potentiel jugé restreint) ont été soulignés[18],[19],[20]. Début 2025, le produit était encore peu distribué[21],[12].
- Efficacité écologique : Malgré l'exigence des labels ISR et Greenfin, des critiques pointent le risque que ces labels ne soient pas assez stricts ou que le dispositif serve davantage à "verdir" l'image des institutions financières qu'à financer réellement de nouveaux projets de transition[22].